# Eriksbergshallen

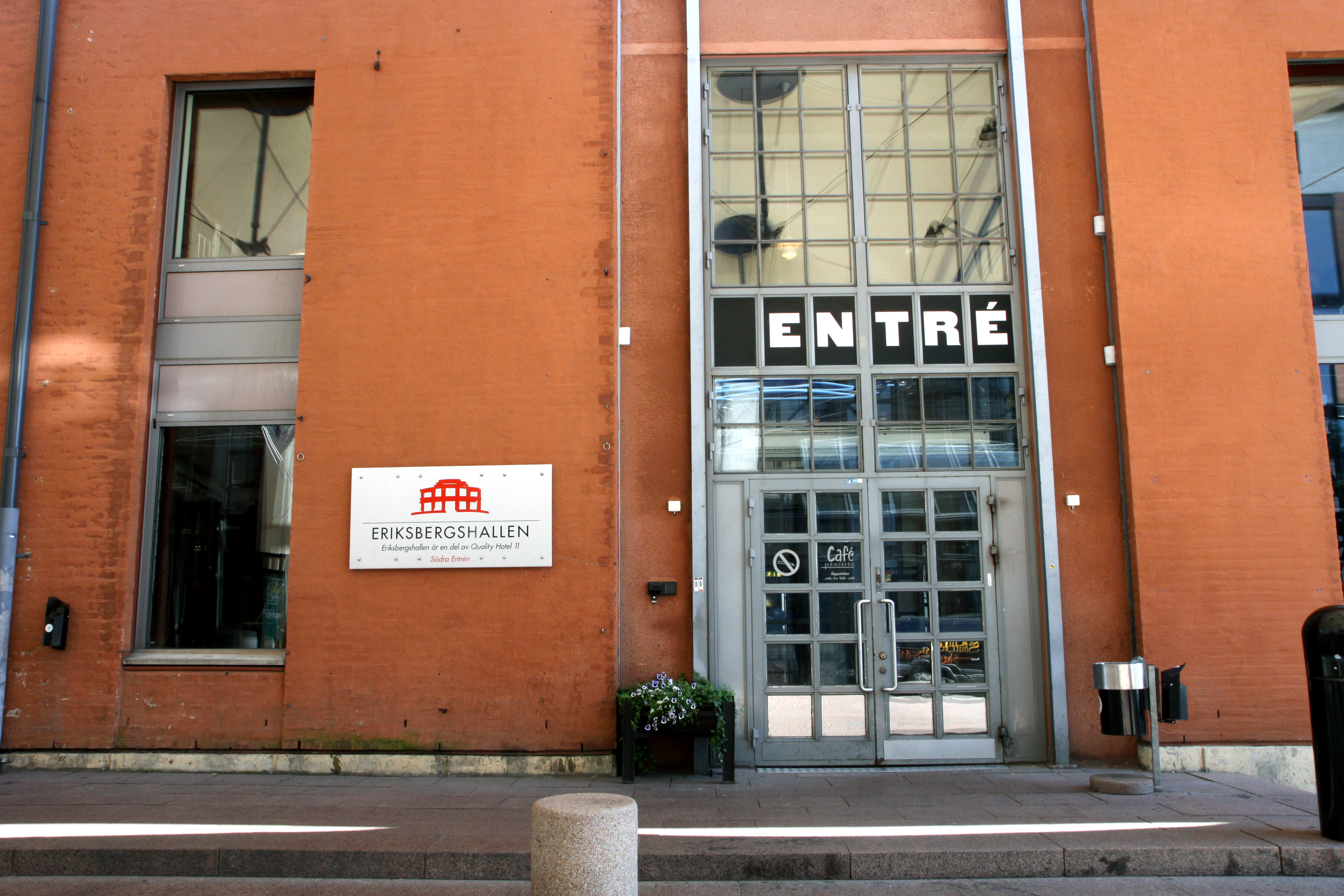
Ingången till Eriksbergshallen

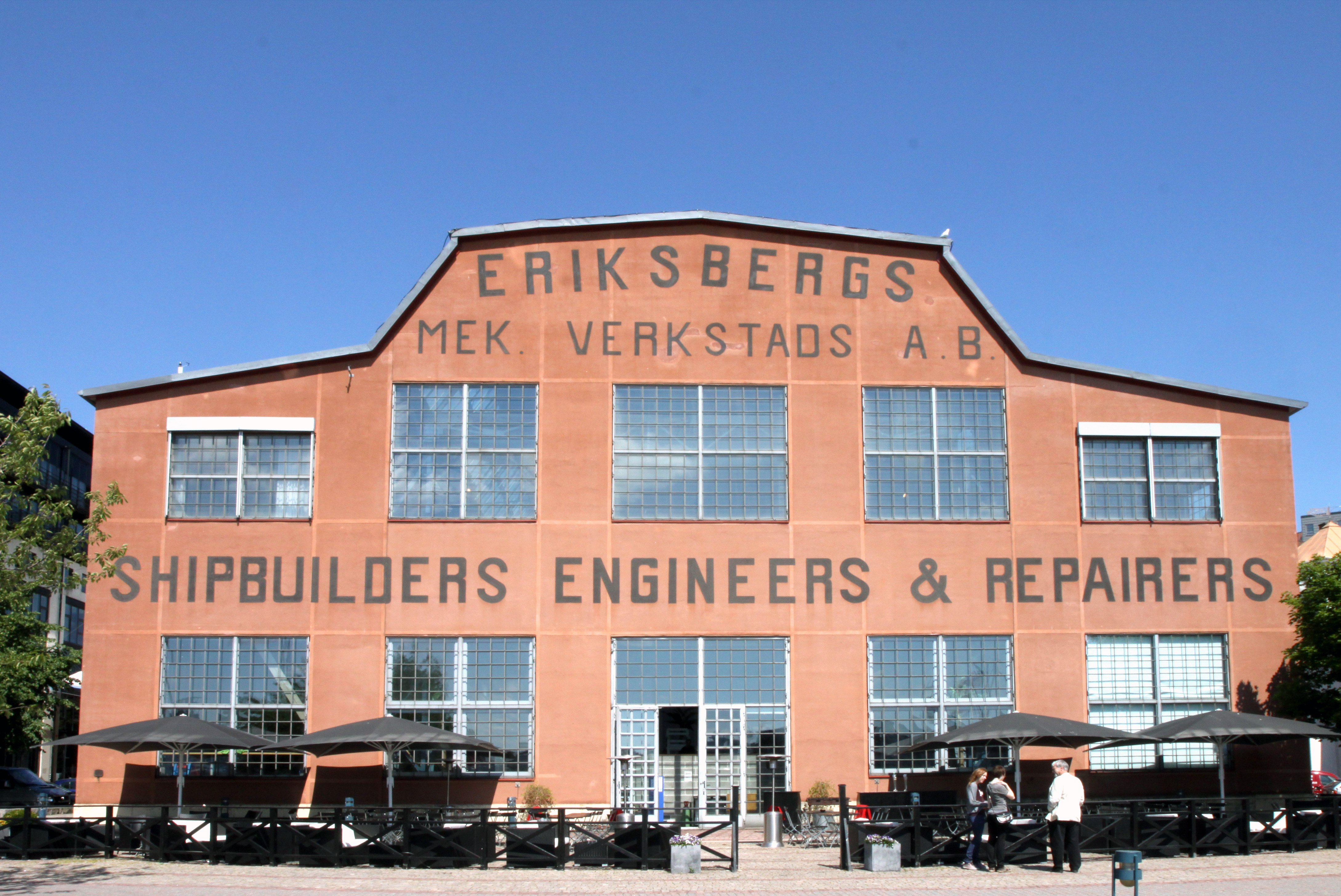
Framsidan av Eriksbergshallen visar tydligt att det tidigare varit hem åt Eriksbergs mekaniska verkstad

Eriksbergshallen är en evenemangsbyggnad på Eriksberg på Hisingen i Göteborg. Lokalen har plats för cirka 2 000 personer. Evenemang som Melodifestivalen 1997 hölls i Eriksbergshallen. I Eriksbergshallen låg tidigare Eriksbergs Mekaniska Verkstad.